# Roßwank
De Roßwank is een berg in de deelstaat Beieren, Duitsland. De berg heeft een hoogte van 1688 meter.
De Roßwank is onderdeel van het Estergebergte, dat weer deel uitmaakt van de Bayerische Voralpen.